# Renato Cepparo
Renato Cepparo (Milano, 2 maggio 1916 – Milano, 7 ottobre 2007) è stato un esploratore, scrittore e imprenditore italiano.
Ha legato il proprio nome a diverse iniziative in campo sportivo e culturale, e in particolare alle corse non competitive ed alla Stramilano.

## Biografia
Aveva cominciato a lavorare giovanissimo essendo orfano di padre. Durante la guerra fu radiotelegrafista prima negli Alpini e poi sui sommergibili nel Mar Nero.
Personaggio estroso, attivo e ricco di iniziative, fu un pioniere in diversi campi. Nell'ambito industriale, cominciò fin dagli anni '40 a produrre documentari e nel 1950 creò una società cinematografica (Record Film, poi New Record Film, Istituto Europa e, dal 1985, Cinehollywood, prima società in Italia a entrare nel neonato mercato homevideo).
Negli anni '70 Renato Cepparo si fa promotore dello sport non competitivo di massa, sul modello della Marcia di Nimega. La Milano-Proserpio (43 km) del 18 settembre 1971, da lui organizzata, fu la prima di una serie sempre più vasta di manifestazioni di questo tipo. La meta d'arrivo era stata scelta perché a Proserpio aveva una casa. In realtà, la prima vera edizione della Milano-Proserpio si svolse l'anno precedente, in forma privata, dallo stesso Cepparo con i figli e alcuni amici.
Sulla scia di queste manifestazioni egli fondò e diresse la rivista Vai, la prima interamente dedicata alle marce non competitive, e fondò la FIASP, Federazione Italiana Amatori Sport Popolari. Nel 1972, sulla scia della Milano-Proserpio, ideò una marcia non competitiva con il percorso interamente nella città di Milano, la Stramilano, che organizzò a proprie spese e che successivamente verrà presa in gestione da altri.

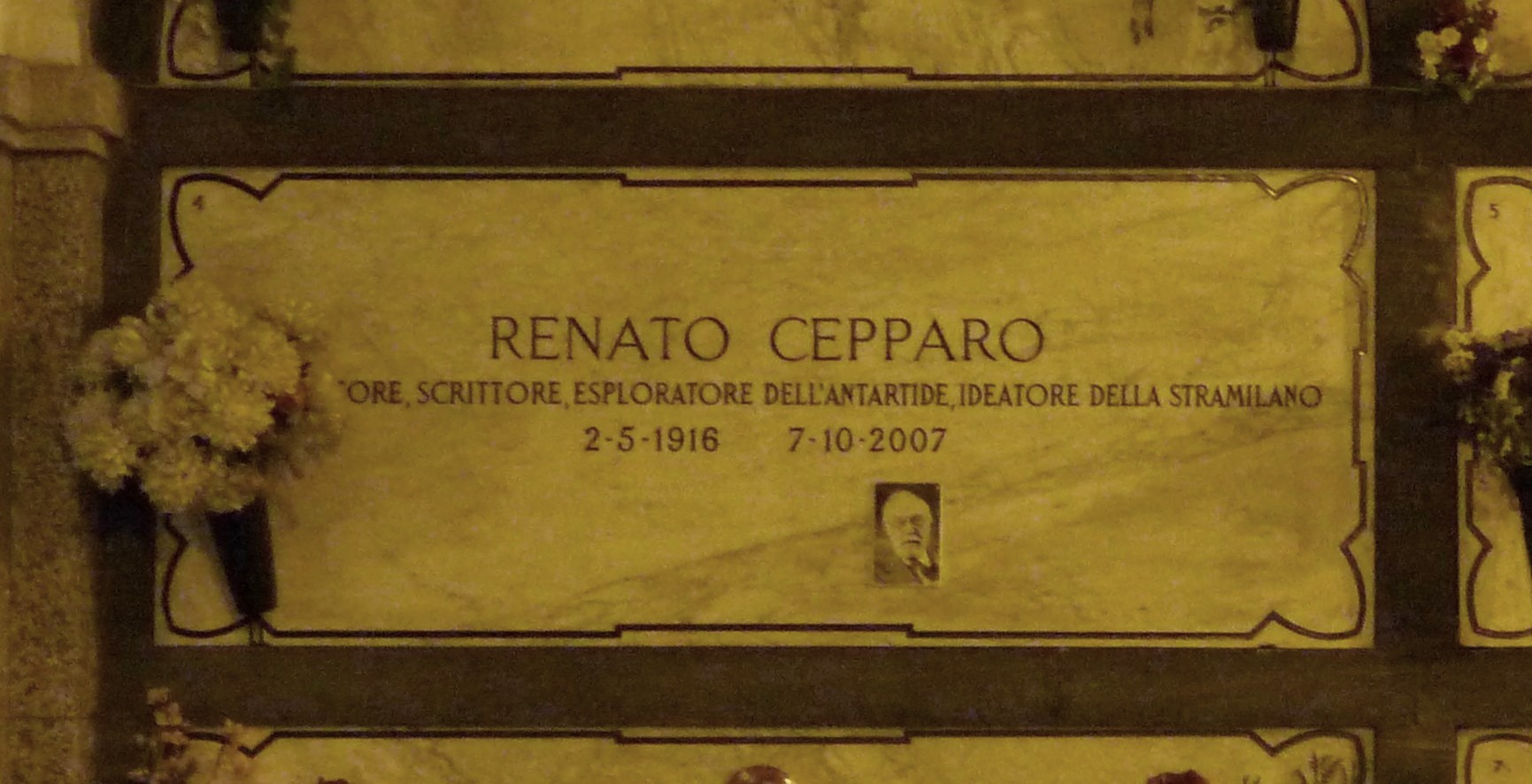
La tomba di Cepparo, nella Cripta del Famedio al Cimitero Monumentale di Milano

Non pago di tante iniziative sportive, Renato Cepparo decise quindi di finanziare e organizzare la prima spedizione italiana in Antartide (estate antartica 1975-1976), con lo scopo di far entrare l'Italia nel gruppo di Stati aderenti al Trattato Antartico. Alla conclusione del viaggio, la base, dedicata all'esploratore Giacomo Bove, venne donata allo Stato italiano, che la lasciò in completo abbandono. Grazie soprattutto a questa spedizione, e dopo numerose petizioni, il 18 marzo 1981 l'Italia aderì al trattato antartico.

## Riconoscimenti
- Nel 2003 Renato Cepparo è stato premiato con l'Ambrogino d'oro dal comune di Milano.
- Medaglia d'oro di Benemerenza Civica del Comune di Milano per aver finanziato e diretto la prima spedizione in Antartide.
- Cavaliere al Merito della Repubblica Italiana.
- Primo italiano nominato Cavaliere dell'Ordine del Leone di Finlandia.